# オブザーバー (2017年のゲーム)
『オブザーバー』（英: Observer）は、2017年に発売された一人称視点のホラーゲームである。Bloober Teamにより開発され、Aspyrより発売された。2020年にサブストーリー3本を追加し全編リマスターしたアップグレード版である『オブザーバー：システムリダックス』（英: Observer: System Redux）を発売。

## ストーリー
時は2084年。舞台は、ナノファージと呼ばれる疫病と東西の大戦争によって荒廃し、巨大企業カイロン社によって管理統制されているディストピアである。
主人公はオブザーバーユニットに所属する刑事、ダニエル・ラザルスキ。ある日、彼は長年音信不通となっていた息子アダム・ラザルスキから電話通信を受ける。アダムはダニエルへ向けて意味深なメッセージを伝えるが、その直後に通話が途切れてしまう。息子の身を案じるダニエルは発信元を調査し、クラスCの居住区にあるアパートメントが発信元であることを突き止め、現地へと赴いた。
発信元のアパートメントに到着したダニエルはアパートの管理人ヤヌスと出会い、アダムがリオン・グラビンスキという偽名で住んでいた部屋を突き止める。その部屋に踏み込んだダニエルは、そこで首無しの死体を発見してしまう。それと同時にアパートメント全体がロックダウンし、外部との通信が不可能になってしまう。落ち着きを取り戻したダニエルは遺体の身元を確認するべく捜査を開始。結果、遺体の身元は確認できなかったものの、被害者と関わりがあったと思われる人物のイニシャル(H・N)を発見し、その後の捜査でその人物がヘレナ・ノヴァックという女性である事が判明する。首無しの遺体がアダムのものであるか否かを確認する為、そしてアダムが生きているならばその消息を知る為、ダニエルは手掛かりであるヘレナの部屋へ向かう。
ヘレナ・ノヴァックが住む部屋を訪れたダニエルは、そこでヘレナの夫であるアミルを発見。アミルは何者かに襲撃され、瀕死の状態となっていた。ロックダウンにより救援を呼べない状況下ではアミルを助けられないと判断したダニエルは、襲撃者の事を教えてくれれば自分が犯人を捕まえると話し、彼から犯人の情報を聞き出そうとする。しかしアミルは既に声を出す事もままならない状態にあった為、ダニエルはアミルの脳をハッキングする事で情報を入手。アパートの住人から聞き込みで入手した情報と照らし合わせ、中庭のタトゥーパーラーを捜査する必要があると判断したダニエルはそこへ向かう。
タトゥーパーラーへ向かったダニエルは、そこで殺害されたヘレナの遺体を発見する。ダニエルはアダムの消息を掴む為、違法とされている死体の脳へのハッキングを強行する。そこで分かったことは、ヘレナがカイロン社の社員であり、アダムの計画の為にカイロン社のデータを不正に持ち出していたという事、そして襲撃者に殺害される直前に、何かの暗証番号を入力しようとしていたことだった。その暗証番号とは、タトゥーパーラーに隠されていた人体改造用の手術室へ入る扉を開くための番号であり、ダニエルはその手術室を発見することに成功する。その時、アミルとヘレナを殺害した襲撃者がダニエルのすぐ近くまで迫っていたが、運良く部屋の鉄扉が閉まった事で難を逃れる。
地下室を経由してアパートメントへと戻ったダニエルは、タトゥーパーラーのオーナーを捜査するべく彼の部屋を訪れる。しかしその途中で彼は意識を失い、無意識のままオーナーの脳をハッキングし、気がついた時には彼はオーナーの脳をハッキングし終わった状態であった。ダニエルは不可解な状況を訝りながらも捜査を再開し、襲撃者が被害者の抵抗によって手傷を負った事を突き止め、襲撃者の血痕を追う事で犯人へ迫る。
血痕を辿り屋根裏部屋へ入ったダニエルは、そこで待ち伏せしていた犯人の襲撃を受け、アパートの発電設備がある部屋に転落する。しかし奇跡的にダニエルは助かり、襲撃者は高圧電流が流れる電線に絡まり死亡した。襲撃者の脳から情報を得たダニエルは、襲撃者が潜伏していた隠れ家を突き止め捜査し、そこで息子アダムの頭部を発見する。息子の変わり果てた姿に絶望するダニエルだったが、その時死んだはずの息子アダムから連絡が入り、サンクチュアリという施設へ向かうように伝えられる。
サンクチュアリへ向かったダニエルは、そこにあったVR設備へ入るように足され、VR空間へと入り込む。そこでダニエルは電脳空間上に精神だけで存在するようになっていたアダムと会合する。アダムの計画とは、肉体を捨てて精神だけで電脳空間上に存在できるようにする試みであり、その計画の為に自身がカイロン社で行なっていた研究のデータをヘレナに持ち出させていたとアダムは語る。そしてアダムは実際に電脳空間上に精神だけで存在することに成功したものの、それを察知したカイロン社によってロックダウンによる封じ込めを受け、更にコンピュータウィルスをばら撒かれ、そのウィルスによる消滅の危機に晒されている事を語り、ロックダウンを解除すれば逃げ切れるかもしれないと話し、ダニエルにロックダウンの解除を依頼する。ダニエルはアダムの依頼を受け入れ、サンクチュアリからカイロン社の施設へと侵入する。
カイロン社の施設に侵入したダニエルはロックダウンを解除する為の操作を行うが、その直後施設全体が内臓のようなもので溢れかえり、ダニエルはその濁流に飲まれる。その後ダニエルは自分と妻、そして息子アダムとの間に起きた出来事を走馬灯の如く回想する。
ダニエルの妻は病に侵され、治療の為に人体拡張の処置を必要としていた。人体拡張によって完治の見込みができた時には喜んでいた妻であったが、その後何故か人体拡張による治療を断り、その後病死する。アダムからこのことについて問い詰められたダニエルは、人体拡張の処置によって彼女が彼女でなくなってしまう可能性がある事、この決断は彼女自身が行ったことであるとアダムに語る。しかしアダムは母が元気になる事だけを願っており、また父が母に人体拡張を拒絶するよう強制したのではないかという疑いもあったことから父を嫌悪するようになり、「パパが死ねばよかったんだ」と言い放つ程に関係がこじれてしまう。その後ダニエルが人体拡張を必要とする状況下に追い込まれたとき、「妻から息子の事を頼まれている」という事を理由に人体拡張を受け入れた事で父に対する感情が更に悪化する。アダムはダニエルの事を「母を殺した化け物」として見ており、その事実をダニエルへと突きつける。
気がつくとダニエルは電脳空間の中におり、彼の目の前には電脳空間上の存在となったアダムがいた。アダムはダニエルに自分を中に入れて欲しいと頼む。アダムを消滅させようとするウィルスから逃れるには、唯一安全な避難所、すなわちオブザーバーの脳内に逃れるしか方法がないとアダムは語る。しかしダニエルは精神体となったアダムの記憶にアクセスした時、事件の真実を悟る。すなわち、襲撃者を唆してアダムやノヴァック夫妻らを殺害させたのは目の前にいる電脳のアダムである事、電脳のアダムを消滅させる為のウィルスを撒いたのは、その存在を危険視したオリジナルの方のアダムである事。 そして、ダニエルはここで、目の前にいるアダムを名乗る存在を受け入れるか否かという選択を迫られる。
受け入れた場合、アダムはダニエルの脳内へ侵入し、そのまま彼の肉体の制御まで乗っ取ってしまう。ダニエルはアダムによる乗っ取りに抵抗しようとするもののままならず、アダムはそのままダニエルの肉体を操ってアパートメントの外へ脱出する。
拒絶した場合、アダムはダニエルの肉体を無理矢理に乗っ取り、ダニエルの精神をアパートメントのメンテナンスロボットの中へ閉じ込めてしまう。電源オフによる消滅の危機に晒される中、管理人であるヤヌスがメンテナンスロボを見つけ、修理の為に神経接続を行った瞬間、ダニエルはヤヌスの肉体を乗っ取る事に成功する。ヤヌスに対し謝罪しながら、ダニエルはヤヌスの身体でアダムを追う。ダニエルはアダムを見つけると、油断していたアダムを数回に渡って強く殴りつける。しかしその直後、アパートへ向かってきた警官隊によりダニエルは撃たれ、アダムは生死不明のまま、ダニエルは死亡する。

## 登場人物
ダニエル・ラザルスキ
演 - ルトガー・ハウアー
本作の主人公。オブザーバーユニットに所属する精鋭の刑事であり、神経病理学に詳しい。
妻と息子のアダムがいるが、妻はアダムが子供の頃に病死し、アダムとは長い間音信不通の状態が続いている。
インプラントや人体拡張に対して否定的であり、自身の人体拡張についても「自ら望んだ事ではない」と語る。病死した妻についても、人体拡張により重篤状態からの回復という手段があったにもかかわらず、ダニエルがその個人的思想から妻を説得し、妻は生身の体での闘病を続けたことが語られている。しかし、妻自身がどのように望んていたかは明確にはなっていない。本人は昔何らかの傷病が原因で、人体拡張を受け入れるか「一生ビンの中で過ごすか」という選択を迫られ、当初は「やめてくれ…」と人体拡張を拒否する意思を見せていたが、自分がいなくなれば息子の世話をする人がいなくなる事を指摘され、病死した妻から息子のことを頼まれている事を考えた結果、自身の考えを曲げて人体拡張を受け入れた過去を持つ。息子のアダムからは、「自分の妻から人体拡張という手段を奪い病死させたうえ、自分だけ自らが拒絶していた手段をとった」と、考えられており、根強い嫌悪と不信感を持たれている。

アダム・ラザルスキ
ダニエルの息子であり、本作のストーリーの鍵を握る人物。市民クラスAを保持し、カイロン社に勤める優秀な研究者であるが、ある理由でカイロン社を抜け出し、クラスCの居住区にあるアパートに潜んである計画を実行していた。
彼の母(ダニエルの妻)の病死について、人体拡張を受け入れれば生還できたはずの母が治療を拒否して病死したのは、父であるダニエルが人体拡張を拒否するよう母に強要したせいであると考えている。また、ダニエルが人体拡張の施術を受け入れた際には、「それまで理想主義者だったくせに自分の事になった途端実用主義者になるんだね」と批判している。上記の理由から父であるダニエルの事を忌み嫌っており、彼の部屋にある家族写真はダニエルの顔だけボカシが入れられている。
ヤヌス
本作の舞台となるアパートの管理人。過去に戦争で負傷し、失った部位を義手義足や人工脳などのインプラントで補っている。しかし市民クラスがCであるためカイロン社から保障を受けることが出来ず、インプラントの多くがメンテナンス不足による不具合を起こしている。

## 用語
オブザーバー
人間の脳をハッキングして情報収集を行う刑事を指す。本作の世界観では、人間の記憶や感情・思考なども証拠として取り扱う事が可能となっており、オブザーバーはそれらの証拠を集める事を任務とする。
カイロン
作中の世界を支配する巨大企業。東西間の大戦争を切り抜けて勢力を拡大し、国全体を管理統制下に置いてディストピアを築いている。
ナノファージ
人体拡張を行った人間が感染する疫病。東西の大戦争が発生する前にこの疫病が流行し、大量の犠牲者を出した。

## 日本語ローカライズ
システムリダックスのコンシューマ版において初めて日本語吹き替えが実装された。それまでの台詞ローカライズは字幕のみだった（PC版のシステムリダックスも字幕のみ）。吹き替えキャストのうち主演の浪川大輔とほか数名は本業声優だが、声優経験のないファミ通社員、踊り手、実況者、Vtuberなども多く採用された。当初はコンシューマ版は日本語音声しかない状態だったが、2021年8月27日のアップデートにより、いくつかの不具合修正と共にオリジナル音声（英語）が実装され、二言語から選択できるようになった。

### 日本語吹き替え
- ダニエル・ラザルスキ - 浪川大輔

以下は役名クレジット無し
- 密咲るよら
- 星川愛
- 実況局だいだら
- しゅーや
- べるくら企画
- 梨蘭
- 甲賀美月
- ターザン馬場園
- タイガー桜井
- 仮面ライアー217
- みうめ
- あすぱら
- ATS（あつし）
- Kitassyan